# Fútbol Replay
Fútbol Replay fue un canal de televisión por suscripción español, propiedad de Telefónica, dedicado a los partidos de la Liga desde la temporada 97/98 hasta la 2008/2009. El canal estaba disponible exclusivamente en Movistar Plus+ únicamente para los suscriptores de Fibra y ADSL, en el dial 199.
El canal cesó sus emisiones el 1 de abril de 2025.

## Logotipos

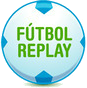
Logotipo usado entre 2013 y 2018.
Logotipo usado desde entre 2018 y 2025.